# John M. Millikin

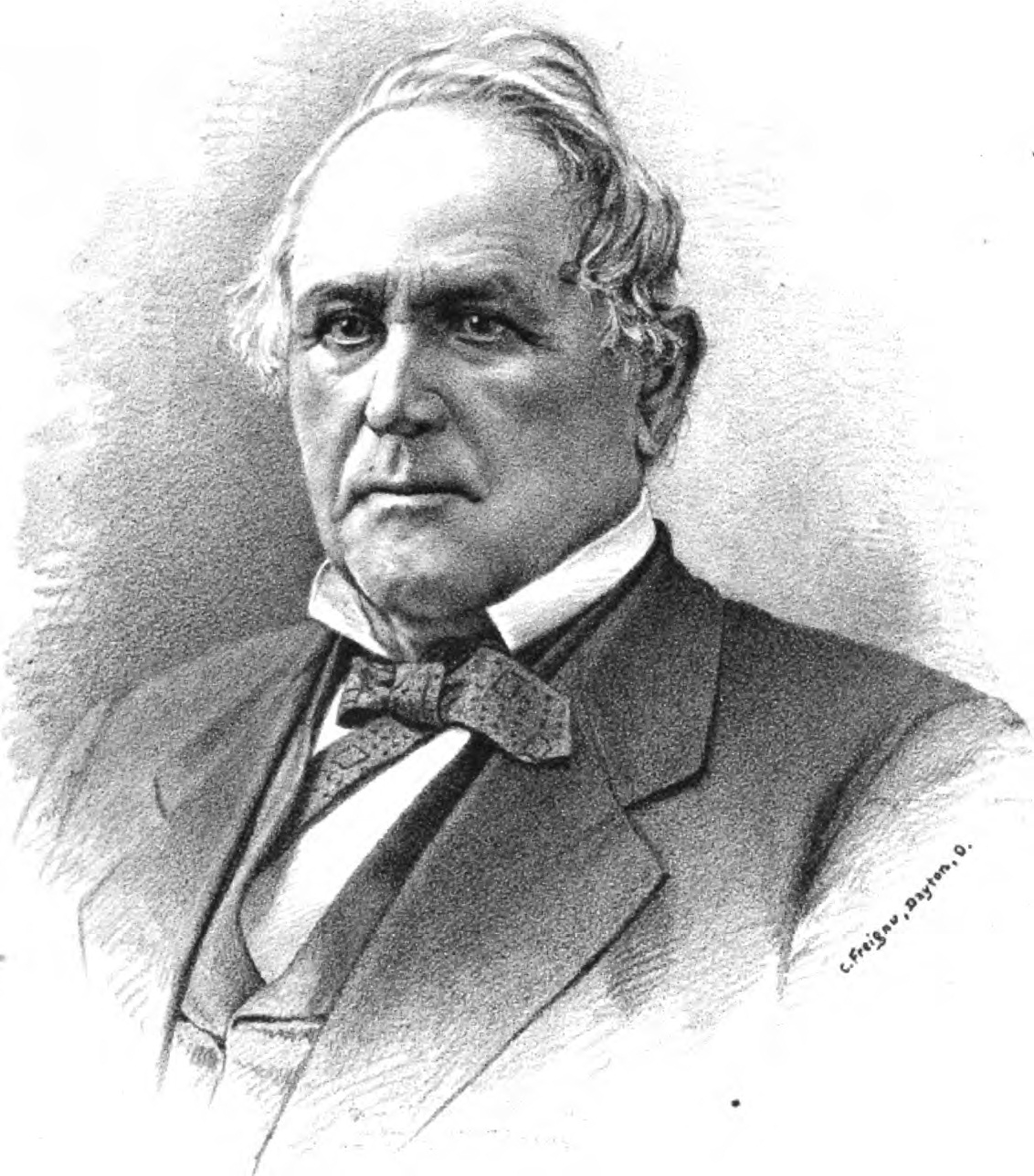
John M. Millikin

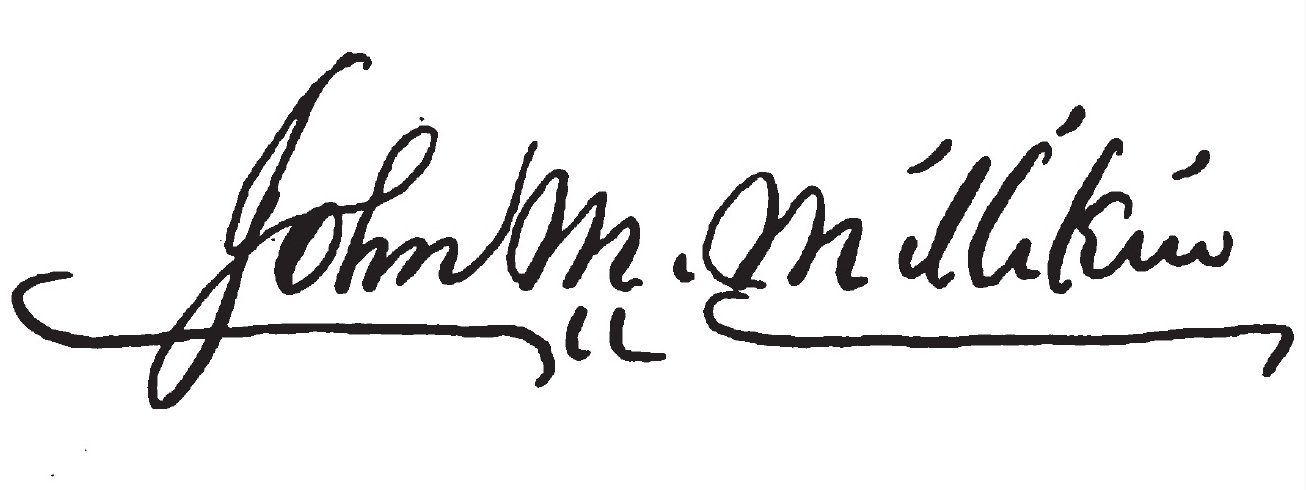
Unterschrift von John M. Millikin

John M. Millikin (* 14. Oktober 1804 in Greensboro, Pennsylvania; † 9. April 1884 in Hamilton, Ohio) war ein US-amerikanischer Jurist, Offizier und Politiker (Republikanische Partei). Er war von 1876 bis 1878 Treasurer of State von Ohio.

## Werdegang
John M. Millikin, Sohn von Daniel Millikin, wurde 1804 im Greene County geboren. Die Familie Millikin zog dann ungefähr drei Jahre später nach Hamilton (Ohio), wo sein Vater der erste Arzt (physician) wurde. John M. Millikin erhielt Privatunterricht. Seine Jugend war vom Britisch-Amerikanischen Krieg überschattet. Von 1824 bis 1825 besuchte er ein Jahr lang das Washington College im Washington County (Pennsylvania). Seine Zulassung als Anwalt erhielt er am 5. September 1827 und betrieb dann in der Folgezeit mit William Bebb eine gemeinsame Anwaltspraxis. Als Bebb im Oktober 1846 zum Gouverneur von Ohio gewählt wurde, gab Millikin die Anwaltstätigkeit auf und zog auf seine Farm, die drei Meilen von Hamilton entfernt lag. Dort züchtete er Poland China-Hausschweine. Millikin war der erste Präsident der Ohio Poland-China Record Association und wurde einstimmig wiedergewählt. Er schrieb ein Buch zu Schweinezucht.
Millikin war mehrere Jahre lang ein Offizier in der Miliz von Ohio und gehörte dem Stab von Gouverneur von Ohio Thomas Corwin an. Er saß 1846 im Board of Equalization von Ohio und drei Amtszeiten lang im Board of Agriculture von Ohio. 1860 wurde er zum Trustee an der Miami University ernannt – ein Posten, den er neun Jahre lang innehatte. Er wurde dann später ein zweites Mal zum Trustee ernannt und bekleidete den Posten bis zu seinem Tod. Der Secretary of the Interior ernannte ihn 1873 zum Kommissar, um einen Vertrag mit den Creek abzuschließen, um einen Teil ihres Territoriums an die Seminolen abzutreten. 1875 wurde er zum Treasurer of State von Ohio gewählt. Die Republikanische Partei nominierte ihn 1877 erneut für den Posten. Bei der folgenden Wahl erlitt er allerdings eine Niederlage. Millikin verstarb am 9. April 1884 in Hamilton und wurde dann dort am 11. April 1884 auf dem Greenwood Cemetery beigesetzt.
Am 6. September 1831 heiratete er Mary Hough aus Hamilton. Das Paar hatte vier Kinder.